# Motorový vůz 830
Motorové vozy řady 830 (do roku 1988 řada M 262.0) byly vyráběny v letech 1949–1960 ve třech po sobě jdoucích sériích. Jedná se o první velké, čtyřnápravové motorové vozy, vyrobené po druhé světové válce pro ČSD. Výroba začala v ČKD Stalingrad s použitím vozové skříně dodané Královopolskou strojírnou, později pokračovala v podniku Vagónka Tatra Studénka (nyní Škoda Vagonka). V současnosti již nejsou v pravidelném provozu, řada vozidel ale zůstala zachována pro nostalgické jízdy a muzejní účely.

## Konstrukce
Vozová skříň motorového vozu je svařena z ocelových profilů. Její rám spočívá na dvou dvounápravových podvozcích, z nichž jen jeden je hnací. Jedná se o uložení podvozků bez rozsoch, přičemž u hnacího vozidla ČSD je toto řešení použito poprvé. Uložení nemá otočné čepy a síly mezi podvozkem a hlavním rámem se přenášejí pomocnými ojnicemi. Dvojité odpružení je provedeno vinutými pružinami.
Vůz je poháněn nově vyvinutým naftovým motorem ČKD 12 V 170 DR, který je uložen v prvním (běžném) podvozku s rozvorem náprav 3,25 m. Spalovací motor je pružně spojen s trakčním dynamem (výkon 260 kW při 650 V, 400 A), které napájí dva stejnosměrné tlapové elektromotory (každý 130 kW při 650 V, 200 A). Ty jsou uloženy pomocí tlapových ložisek na nápravách druhého, hnacího podvozku s rozvorem 2,5 m. Trakční motory mají vlastní ventilaci. Nevhodně řešené sání chladicího vzduchu působilo v provozu problémy s elektrickým izolačním stavem motorů (vliv vlhkosti nasávané do elektromotoru se vzduchem přímo z venkovního prostředí při velmi nepříznivých podmínkách - déšť, sněžení). Jistý problém (nikoliv technický problém, ale problém s „lidským faktorem“) se projevil při změně umístění základních ovládacích prvků na řídícím pultu vozů třetí výrobní série. Jízdní a směrový kontrolér byly ovládány pákou (slangově „rajčák“ – známý prvek např. na strojích řady 754, 730, 814 a celé řady lokomotiv závislé trakce); obě páky byly na pultě vedle sebe. U vozů třetí série došlo ke změně na místě původního jízdního kontroléru byl kontrolér směrový a naopak – na místě původního kontroléru směrového, byl kontrolér jízdní). Stávalo se, že strojvedoucí omylem za jízdy přestavil směrový kontrolér, v domnění, že obsluhuje kontrolér jízdní, což mělo vždy za následek závažná poškození zařízení v silových elektrických obvodech.
Interiér motorového vozu je rozdělen na přední stanoviště strojvedoucího spojené se strojovnou ve společném prostoru (motor byl v kabině kapotován a zakrytý čalouněním pro zvukovou izolaci – jedná se o podobné řešení jako u autobusů Škoda 706 RTO, kde byl motor uvnitř vozu vedle sedačky řidiče). U stropu nad motorem byla umístěna palivová nádrž. Toto uspořádání nezhoršilo běžné podmínky v kabině strojvedoucího (naopak je známo, že stroje byly mezi obsluhujícím personálem oblíbené), dále následuje zavazadlový prostor, nástupní prostor s WC, dva velkoprostorové oddíly pro cestující a zadní stanoviště strojvedoucího. Obě čela vozu jsou průchozí, ale kvůli obtížnému udržení těsnosti se průchod v posledních letech provozu nevyužíval. Oddíly pro cestující byly vytápěny teplovodním topením (vodou z chladicího okruhu naftového motoru), měly polstrované, koženkou potažené sedačky v uspořádání 2+2 s uličkou uprostřed. Otevírání oken bylo řešeno kličkou pod rámem okna (podobně, jako v autě). Bylo zde 56 míst k sezení. Ve své době poskytoval vůz cestujícím nadstandardní pohodlí.
Vozy řady M 262.0 byly vyrobeny ve třech sériích, které se od sebe navzájem liší. Stroje první a druhé série (do inventárního čísla 90) nemají na boku vozu vstupní dveře na stanoviště strojvedoucího (bylo přístupné pouze z vnitřku vozu přes strojovnu). Elektrický přenos výkonu ČKD má tzv. dělené buzení trakčního generátoru (jedná se o kombinaci cizího buzení z baterie s derivačním a sériovým buzením). Alkalická akumulátorová baterie má napětí 110 V a kapacitu 125 Ah. Vozidla 3. výrobní série mají zvýšenou střechu a palivová nádrž již není umístěna v kabině strojvedoucího. Byla změněna elektrická charakteristika trakčního generátoru a vůz tak může využívat vyšší trakční proud při rozjezdu (zvýšení tažné síly). Vozy 3. série jsou také delší a těžší než vozy 1. a 2. výrobní série. Podstatně byla vylepšena i jejich brzdová výstroj. Brzdič Knorr MP byl nahrazen typem Škoda N/O a byla dosazena přímočinná (přídavná) brzda. Namísto jednostupňového kompresoru byl dosazen dvoustupňový. V souhrnu tyto změny umožnily podstatné prodloužení soupravy vedené jedním motorovým vozem. Postupně byly takto rekonstruovány i vozy prvních dvou sérií. Všechny vozy této řady měly již z výroby dvoučlenné řízení.

## Vývoj, výroba a provoz

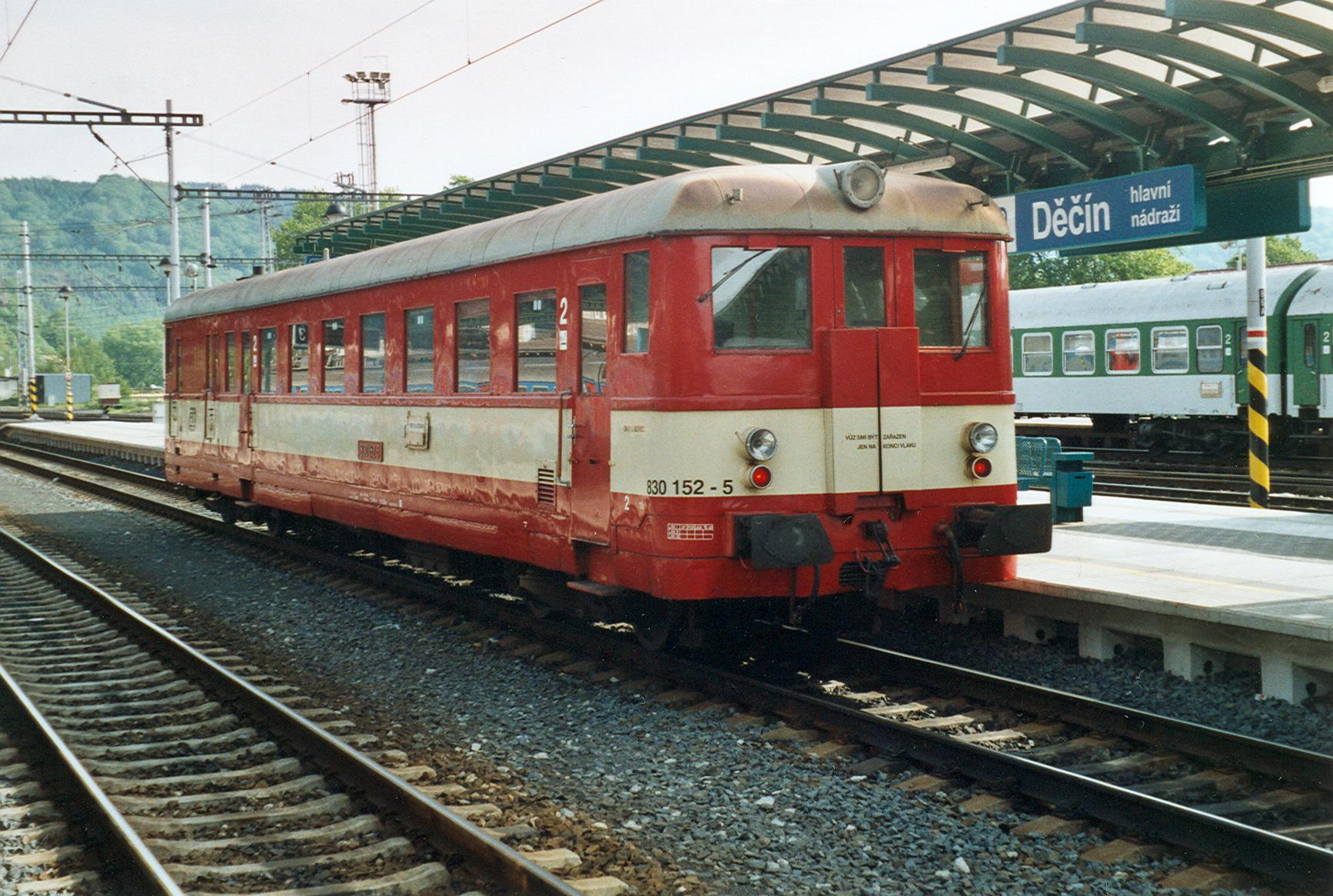
Motorový vůz 830.152 ze třetí výrobní série

Vývoj vozů dnešní řady 830 byl ministerstvem železnic zadán v roce 1946. Zamýšleným využitím nových motorových vozů byla vozba rychlíků a osobních vlaků na hlavních neelektrizovaných tratích. První série (52 vozů) byla vyrobena mezi lety 1949 a 1952 a podílelo se na ní více subjektů: Královopolská (skříň vozu), Tatra Smíchov (podvozky), ČKD Sokolovo (dieselový motor) a ČKD Stalingrad (elektrická výzbroj, finální dodavatel).
Druhá série (38 vozů) pochází z let 1952 a 1953. Vzhledem k přerozdělení výroby v socialistické zemi byly vozy vyrobeny ve Vagónce Tatra Studénka-Butovice, naftové motory a elektrickou výzbroj dodala ČKD.
Ve třetí sérii (podle původních plánů měla být označena jako řada M 262.1) bylo objednáno 160 vozidel. Výroba probíhala v letech 1958–1960 obdobně jako u druhé série (Studénka, ČKD), výrobu naftových motorů však postupně přebíraly Turčianske strojárne Martin. Posledních 12 nehotových vozů bylo zničeno při požáru továrny ve Studénce, takže celkový počet vozů řady M 262.0 dosáhl počtu 238 kusů.
Zpočátku vozy řady M 262.0 zajišťovaly úkoly, ke kterým byly původně postaveny, tedy jezdily jako rychlíky a osobní vlaky na hlavních neelektrizovaných tratích. Po dodávkách motorových vozů nových řad byly vozy postupně přeřazeny na méně významné výkony a tratě.
V 80. letech proběhla remotorizace části vozů (jen v několika depech a jen na území ČR) a jejich přeznačení na řadu M 262.1 (pozdější řada 831).
Z pravidelného provozu byla řada 830 vyřazena v roce 2008. Poměrně velké množství vozů je uchováno jako historická vozidla.

## Historické vozy
- 830.004 (Vlaky.net Klub Bratislava)
- 830.005 (Junior market)
- 830.007 (Múzejno - dokumentačné centrum)
- 830.012 (Národní technické muzeum, depozitář Chomutov)
- 830.018 (České dráhy, depo Brno - Maloměřice)
- 830.045 (Posázavský pacifik)
- 830.056 (KŽC Doprava)
- 830.075 (Národní technické muzeum, depozitář Chomutov)
- 830.076 (České dráhy, železniční muzeum Lužná u Rakovníka)
- 830.084 (Klub přátel kolejových vozidel)
- 830.098 (Klub přátel kolejových vozidel)
- 830.124 (KŽC Doprava)
- 830.159 (České dráhy, depo Česká Lípa)
- 830.180 (KŽC Doprava)
- 830.189 (Muzeum Kolejnictwa na Śląsku)
- 830.193 (Retrolok, depo Horažďovice)
- 830.206 (Posázavský pacifik)
- 830.209 (KŽC Doprava)
- 830.237 (Junior market)